# Seggebruch
Seggebruch er en by og kommune i det nordvestlige Tyskland med godt 1.500 indbyggere (2013), beliggende i Samtgemeinde Nienstädt, under Landkreis Schaumburg. Denne Landkreis ligger i den nordlige del af delstaten Niedersachsen.

## Geografi
Kommunen er beliggende mellem Minden og Stadthagen ved jernbanen mellem Hannover og Minden. Mod syd støder den til Naturpark Weserbergland Schaumburg-Hameln.

### Nabokommuner
Seggebruch grænser (med uret fra nord) op til Hespe, Helpsen, Obernkirchen og Bückeburg.

### Inddeling
I kommunen findes kommunedelene og landsbyerne: Alt- og Neu-Seggebruch, Tallensen, Echtorf, Schierneichen, Deinsen samt bebyggelserne Baum og Brummershop.